# Jeon Eun-hye
Jeon Eun-hye (født 1. august 1997) er en sydkoreansk kvindelig fægter, der specialiserer sig i sabel.
Hun repræsenterede Sydkorea ved sommer-OL 2024 i Paris, hvor hun vandt sølv i holdkonkurrencen.

## Eksterne links
- Jeon Eun-hyes profil på Olympics.com (engelsk)
- Jeon Eun-hyes profil på Olympics.com (engelsk)
- Jeon Eun-hyes profil på Olympedia (engelsk)
- Jeon Eun-hyes profil hos FIE (engelsk)